# Alpheus sublucanus
Alpheus sublucanus är en kräftdjursart som först beskrevs av Forskål 1775.  Alpheus sublucanus ingår i släktet Alpheus och familjen Alpheidae. Inga underarter finns listade i Catalogue of Life.